# جرج اکرلوف
جرج آرتور اکرلوف (۱۷ ژوئن ۱۹۴۰) اقتصاددان اهل آمریکا و استاد اقتصاد در دانشگاه کالیفرنیا، برکلی می‌باشد. وی در سال ۲۰۰۱ به‌همراه مایکل اسپنس و جوزف استیگلیتز برنده جایزه نوبل اقتصاد شد. همسر او جنت یلن هم اکنون در دولت جو بایدن، رئیس جمهور آمریکا بعنوان وزیر خزانه داری این کشور فعالیت میکند.
به اعتقاد اکرلف در بازار خودروی دست دوم خودروهای کم کیفیت‌تر می‌توانند عملکرد بازار را مختل کنند و به جای برقراری تعادل در عرضه و تقاضا در نهایت خودروهای با کیفیت‌تر را به دلیل کاهش قیمت تعادلی از بازار خارج کنند. این مشکل ناشی از عدم تقارن اطلاعات است که بین عرضه‌کنندگان و تقاضاکنندگان خودروی دست دوم وجود دارد؛ چرا که تنها فروشنده از جزئیات خودرو و کیفیت واقعی آن با خبر است. اگر متقاضیان قیمت را به عنوان شاخص متوسط کیفیت خودروی مورد مبادله در نظر بگیرند، عرضه‌کنندگان خودروهای بهتر از بازار خارج و برعکس عرضه-کنندگان خودروهای بدتر به بازار هجوم می‌آورند. زیرا عرضه‌کننده‌های خودروهای بهتر قیمت بازار را کمتر از ارزش خودروی خود و فروشندگان خودروهای بدتر قیمت بازار را بیشتر از ارزش خودروی خود ارزیابی می‌کنند. این فرایند در نهایت می‌تواند منجر به کاهش مستمر قیمت تعادلی و خروج تمام عرضه‌کنندگان از بازار شود. اکرلف بازار کار را نیز دارای ویژگی عدم تقارن اطلاعات می‌داند و معتقد است در بازار کار نیز، زمانی که یک بنگاه نیروی کار استخدام می‌کند، ممکن است دانش کمتری در مورد توانایی‌های ذاتی نیروی کار نسبت به خود او داشته باشد. به‌طور کلی زمانی می‌توان انتظار بروز اطلاعات نامتقارن را داشت که رفتارهای افراد به راحتی قابل مشاهده نباشد.

## زندگی شخصی
آکرلاف در نیوهیون کانتیکات به دنیا آمد. او فرزند روزالی هرشفیلدر و گوستا آکرلاف بود. مادر او یهودی بود و اجدادش از یهودیان آلمانی بودند که به ایالات متحده مهاجرت کرده بودند. پدر او سوئدی بود. او مدرک کارشناسی خود را از دانشگاه ییل در سال ۱۹۶۲ دریافت کرد و مدرک دکترای خود را در سال ۱۹۶۶ از دانشگاه م. آی. تی. دریافت نمود. همسر او جنت یلن رئیس بانک فدرال رزرو آمریکا بود.